# Kolegium Rungego w Poznaniu

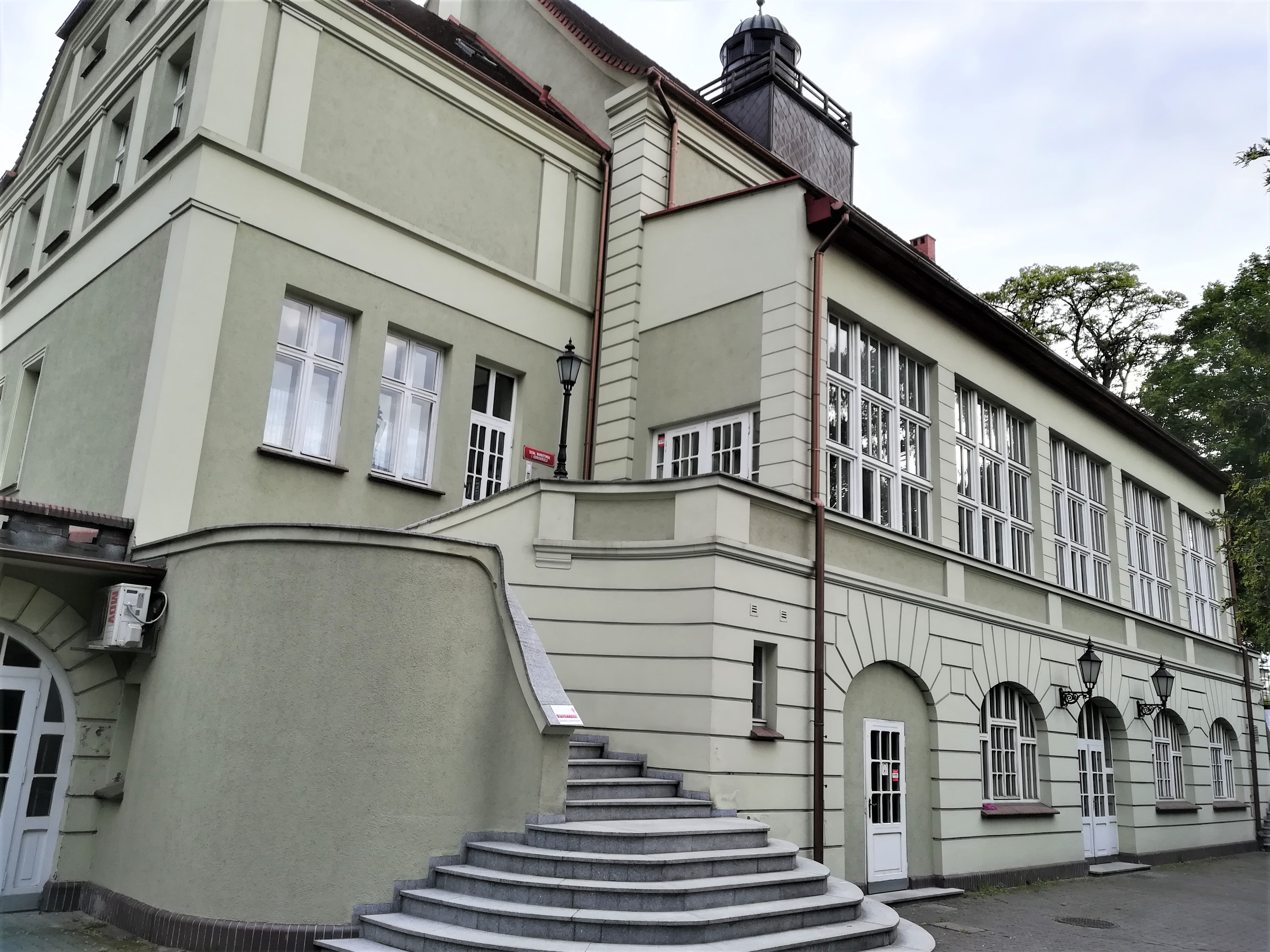
Elewacja tylna

Kolegium Rungego w Poznaniu – jeden z budynków Uniwersytetu Przyrodniczego w Poznaniu, zlokalizowany na narożniku ulic Wojska Polskiego i ulicy Wincentego Witosa (Trasa Niestachowska) na Sołaczu.

## Historia
Eklektyczny, zabytkowy obiekt nawiązuje zarówno do tradycji neorenesansowych, jak i klasycznych. Silnie rozczłonkowana sylwetka charakteryzuje się bogatą grą płaszczyzn dachowych, zwieńczonych sygnaturką. Budynek jest dwukondygnacyjny, z portalem na osi i letnim dziedzińcem z tyłu. Wzniesiono go w 1914 dla bractwa kurkowego – stąd data 1253 na portalu (przyjmowana za rok narodzin poznańskiego bractwa). Mieścił po wybudowaniu różnego rodzaju pomieszczenia klubowe, w tym restaurację. W 1920 sprzedany został Uniwersytetowi Poznańskiemu. Od tego czasu mieści nieprzerwanie komórki Wydziału Rolniczo-Leśnego, a w sali głównej – reprezentacyjnej sali Uniwersytetu Przyrodniczego odbywają się konferencje międzynarodowe, wykłady zaproszonych gości i obrady Senatu UP.
Nazwa upamiętnia Stanisława Rungego – rektora Uniwersytetu w latach 1933-1936. W 1951 Kolegium przejęła nowo powstała Wyższa Szkoła Rolnicza w Poznaniu, późniejsza Akademia Rolnicza (od 1972), a dzisiejszy Uniwersytet Przyrodniczy (od 2008).

## Tablica
Na ścianie wschodniej umieszczona jest tablica pamiątkowa o treści: Pomni / chlubnych tradycji naszej uczelni / w 80-lecie powstania / składamy hołd jej twórcom i nauczycielom / Wychowankowie / Poznań 1.X.1999..

## Dojazd
Dojazd zapewniają autobusy linii 64, 82, 91, 93, 95, do przystanku Wojska Polskiego.